# National Provincial Championship 2021
El National Provincial Championship 2021 fue la cuadragésimo sexta edición y el décimo sexto con el formato actual del principal torneo de rugby profesional de Nueva Zelanda.

## Sistema de disputa
Los equipos enfrentan a los seis equipos restantes de su división y disputan cuatro encuentros inter-división, totalizando 10 encuentros, 
- Los cuatro equipos con mejor clasificación al final de la fase de grupos de la Premiership clasifican a semifinales buscando el título de la competición,

- Los cuatro mejores clasificados del Championship clasifican a semifinales buscando el título del torneo,

Por las restricciones derivadas de la pandemia de COVID-19 el ascenso/descenso fue suspendido.

## Premiership - Primera División
- Clasificación.[1]

| Pos. | Equipo        | Encuentros | Encuentros | Encuentros | Encuentros | Tantos | Tantos | Tantos | PB | PB | Puntos |
| Pos. | Equipo        | PJ         | PG         | PE         | PP         | F      | C      | Dif    | BO | BD | Puntos |
| ---- | ------------- | ---------- | ---------- | ---------- | ---------- | ------ | ------ | ------ | -- | -- | ------ |
| 1.º  | Hawke´s Bay   | 8          | 7          | 0          | 1          | 280    | 197    | +83    | 10 | 0  | 38     |
| 2.º  | Waikato       | 9          | 5          | 0          | 4          | 261    | 264    | –3     | 8  | 2  | 30     |
| 3.º  | Canterbury    | 9          | 5          | 0          | 4          | 228    | 242    | –14    | 6  | 2  | 28     |
| 4.º  | Tasman        | 8          | 5          | 0          | 3          | 240    | 187    | +53    | 7  | 1  | 28     |
| 5.º  | Wellington    | 8          | 3          | 0          | 5          | 270    | 226    | +44    | 9  | 4  | 25     |
| 6.º  | Bay of Plenty | 8          | 3          | 0          | 5          | 222    | 252    | –30    | 10 | 2  | 24     |
| 7.º  | Auckland      | 2          | 1          | 0          | 1          | 46     | 40     | +6     | 3  | 1  | 8      |

|  | Semifinalista.        |
|  | Se retiró del torneo. |

### Semifinales
| 13 de noviembre | Hawke´s Bay | 27 - 33 | Tasman | McLean Park, Napier |  |

| 13 de noviembre | Waikato | 17 - 14 | Canterbury | Rotorua International Stadium, Rotorua |  |

### Final
| 20 de noviembre | Waikato | 23 - 20 | Tasman | Rotorua International Stadium, Rotorua |  |

| Bandera de Nueva Zelanda |
| Campeón Waikato          |
| Tercer título            |

## Championship - Segunda División
- Clasificación.[2]

| Pos. | Equipo           | Encuentros | Encuentros | Encuentros | Encuentros | Tantos | Tantos | Tantos | PB | PB | Puntos |
| Pos. | Equipo           | PJ         | PG         | PE         | PP         | F      | C      | Dif    | BO | BD | Puntos |
| ---- | ---------------- | ---------- | ---------- | ---------- | ---------- | ------ | ------ | ------ | -- | -- | ------ |
| 1.º  | Taranaki         | 8          | 8          | 0          | 0          | 302    | 181    | +121   | 7  | 0  | 39     |
| 2.º  | Manawatu         | 8          | 4          | 0          | 4          | 239    | 229    | +10    | 7  | 1  | 24     |
| 3.º  | Otago            | 7          | 3          | 0          | 4          | 144    | 170    | –26    | 6  | 2  | 20     |
| 4.º  | Southland        | 7          | 1          | 0          | 6          | 134    | 222    | –88    | 7  | 2  | 13     |
| 5.º  | Northland        | 8          | 1          | 0          | 7          | 167    | 292    | –125   | 7  | 1  | 12     |
| 6.º  | North Harbour    | 2          | 1          | 0          | 1          | 29     | 34     | –5     | 2  | 0  | 6      |
| 7.º  | Counties Manukau | 2          | 0          | 0          | 2          | 27     | 53     | –26    | 2  | 0  | 2      |

|  | Semifinalista.        |
|  | Se retiró del torneo. |

### Semifinales
| 12 de noviembre | Manawatu | 16 - 44 | Otago | Central Energy Trust Arena, Palmerston North |  |

| 13 de noviembre | Taranaki | 25 - 13 | Southland | TET Stadium & Events Centre, Inglewood |  |

### Final
| 20 de noviembre | Taranaki | 32 - 19 | Otago | TET Stadium & Events Centre, Inglewood |  |

| Bandera de Nueva Zelanda      |
| Ganador Championship Taranaki |
| Primer título                 |